# Grandpré
Grandpré är en kommun i departementet Ardennes i regionen Grand Est (tidigare regionen Champagne-Ardenne) i nordöstra Frankrike. Kommunen ligger  i kantonen Grandpré som ligger i arrondissementet Vouziers. År 2018 hade Grandpré 400 invånare.

## Befolkningsutveckling
Antalet invånare i kommunen Grandpré
Referens: INSEE

## Galleri

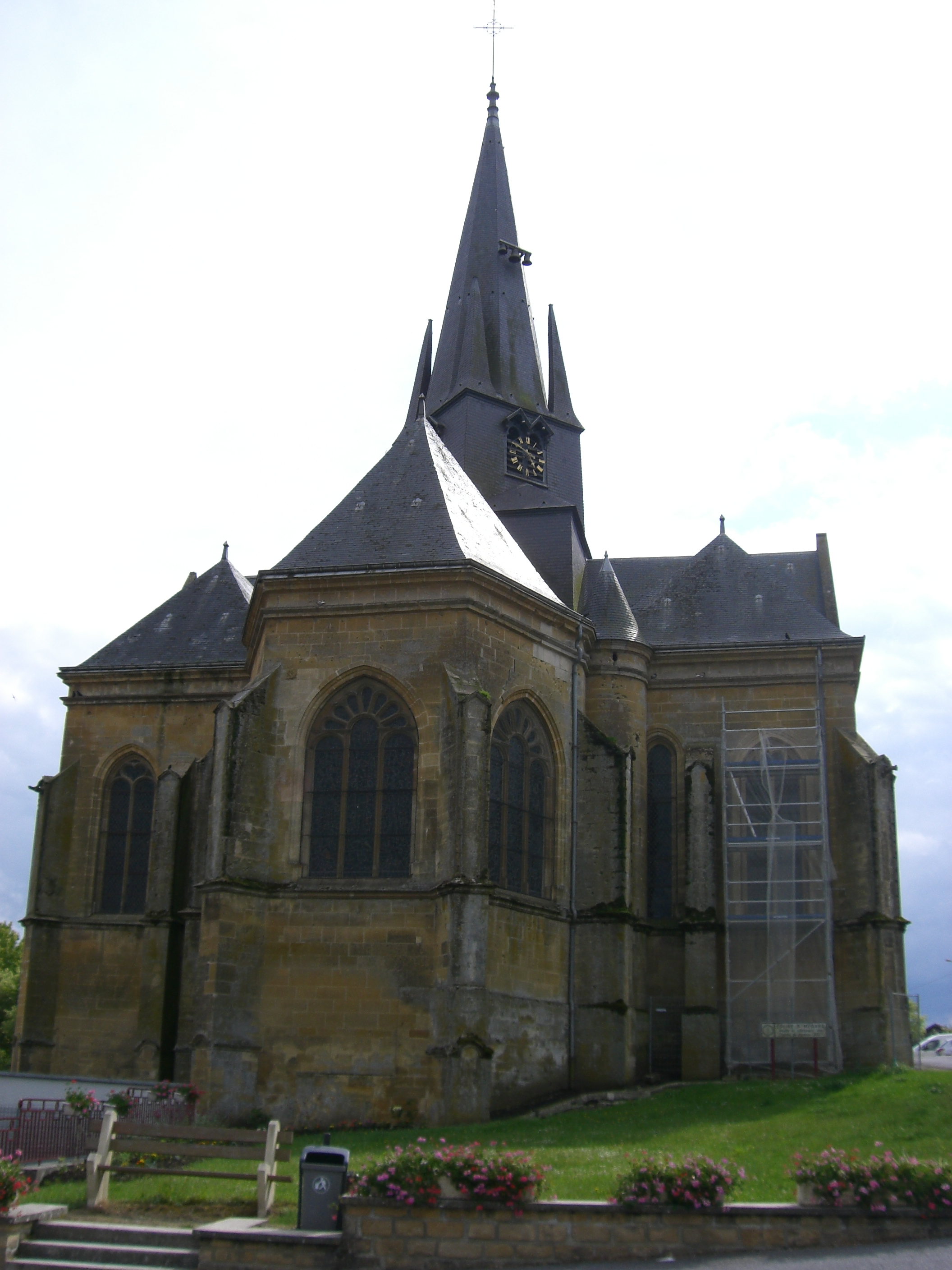